# Frédéric Benazech
Pour les articles homonymes, voir Benazech.
Pas d'image ? Cliquez ici

a Compétitions nationales et continentales officielles uniquement.

b Matchs officiels uniquement.
Dernière mise à jour le 21 décembre 2010.
Frédéric Benazech, né le 13 novembre 1972 à Bédarieux (Hérault) est un joueur français de rugby à XV jouant au poste d'arrière.